# Monte Pelion Ovest
Il Pelion Ovest (in inglese Mount Pelion West) è una montagna situata nella regione degli altipiani centrali della Tasmania, in Australia. La montagna fa parte della catena del Pelion e si trova all'interno del Parco nazionale del monte Cradle e del lago St Clair, al confine più orientale del bacino del fiume Murchison. L'isolamento topografico è pari a 6,35 km.
Il Pelion Ovest è la quarta montagna più elevata della Tasmania con i suoi 1.560 metri sul livello del mare ed è una delle sole otto montagne dello stato che si ergono oltre i 1.500 metri.

## Posizione
La montagna, formatasi nel Giurassico e composta prevalentemente di dolerite, si trova alla griglia di riferimento 225655 UTM Zona 55S e le informazioni topografiche ad alta risoluzione sono disponibili sulla cartografia offerta dal servizio Tasmap in scala 1: 25000. A ovest si trova una brughiera estesa e relativamente piatta, a nord si rintraccia il monte Cradle e Barn Bluff, mentre a nord-est e abbastanza vicino, a circa 6 chilometri, è situato l'Oakleigh, A est si scorge invece il Pelion Est e a sud il monte Achille. Nei pressi del lato settentrionale della montagna scorre il torrente Pelion, il quale sfocia nelle acque del fiume Forth appena all'inizio del suo percorso. Il Forth comincia infatti direttamente a Oriente rispetto a Pelion Ovest a Frog Flats (720 m) sul livello del mare), il punto più basso dell'intero Overland Track.

## Ascesa
Keith Ernest Lancaster, uno dei primi pionieri dell'escursionismo e dell'alpinismo, scalò il Pelion Ovest il 30 gennaio 1946 facendosi faticosamente e lentamente strada tra le distese della pungente Richea scoparia che sovente si scorge sul piano montano delle creste tasmaniane. Lancaster si riferiva al Pelion Ovest come uno dei "Giganti della Riserva": nel suo racconto della sua scalata, l'avventuriero menziona "la confusione degli enormi massi" sulla cima della montagna.
Sull'Achilles Tasmap è indicata la posizione approssimativa di un sentiero per scalare la montagna lungo il suo sperone nord-orientale. L'inizio del percorso non contrassegnato si trova a circa 250 metri a est dell'incrocio del torrente Pelion sull'Overland Track e si trova tra due tracciati perpendicolari all'Overland Track. Tale cima è molto più difficile da scalare rispetto al monte Ossa o al Pelion est, tanto che la più tradizionale modalità di salita prevede l'arrampicata laterale. L'Overland Track prevede un difficile sentiero lungo oltre 500 metri attraverso enormi massi di dolerite per raggiungere il masso sommitale inclinato a forma di obelisco.

## Galleria d'immagini
| - Il Pelion Ovest visto dalla foresta di pini di Moor - Il Pelion Ovest visto dalla piana di Pelion Plains - Da destra a sinistra: il Pelion Ovest, il Thetis, il Paddys Nut e l'Ossa - L'impervia cima del Pelion Ovest - L'obelisco realizzato sulla vetta con delle rocce - La piana di Pelion, il lago Ayr e il monte Pillinger visti dal Pelion Ovest - Il monte Cradle e il Barn Bluff visti da Pelion Ovest - Il monte Ossa, la più alta vetta della Tasmania, vista dal Pelion Ovest sulla destra. Sulla sinistra, il Pelion Est con la sua caratteristica cima appuntita - Monte Ossa, Paddys Nut, monte Thetis e altre spettacolari come viste dal Pelion Ovest - Indicatore del sentiero previsto per la scalata e ampiezza della sommità |